# 周新辉
周新辉（1968年8月—），湖南东安人，中华人民共和国政治人物。

## 生平
1968年8月，周新辉出生在湖南省东安县。1989年10月，周新辉在东安县黄泥同林场营林工作。1990年，周新辉考入中南林学院（今中南林业科技大学）。1992年6月加入中国共产党。1994年8月，周新辉进入中共道县县委组织部工作。1996年6月，周新辉出任道县梅花镇党委副书记、镇长。次年5月转任白芒铺镇乡党委书记。1998年1月转任寿雁镇党委书记。2001年1月，周新辉出任中共道县县委办公室主任。次年10月，周新辉成为中共道县县委常委、政法委书记，2006年6月出任道县人民政府副县长，2010年6月出任县委副书记。2012年3月，周新辉调任永州市经济和信息化委员会党组书记、主任。2014年1月，周新辉调任中共祁阳县（今祁阳市）常委、副书记、县人民政府县长。2016年8月升任县委书记。2021年4月，周新辉调任中共永州市委副秘书长。

### 落马
2021年6月15日，周新辉涉嫌“严重违纪违法”接受娄底市纪委监委纪律审查和监察调查。其继任者金彪在2019年11月落马。同年，周新辉遭到开除党籍、开除公职（双开）处分。2022年7月，娄底市中级人民法院一审公开开庭审理周新辉受贿、滥用职权一案，周新辉受贿数额2059多万。